# Іобат
Іоба́т (грец. Ιοβάτης) — персонаж давньогрецької міфології, лікійський цар, за наказом якого звершив кілька подвигів Беллерофонт. Батько Стебенеї та Філоної.
Найдавнішим античним текстом зі згадкою про Іобата є поема Гомера «Іліада», де він фігурує як безіменний цар Лікії, батько Стебенеї, дружини Прета. Стебенея повідомила чоловікові про залицяння коринфського царевича Беллерофонта і ось коринфянин рушив до Лікії з листом від царя Прета, не знаючи, що цим листом ображений Прет просив Іобата помститися Беллерофонтові. Іобат доручив воїнові знищити Химеру, а після його перемоги наслав амазонок, згодом найсильніших воїнів Лікії, однак перемога була за Беллерофонтом і цар Іобат змушений був видати за нього доньку Філоною.